# Deutsche Guggenheim

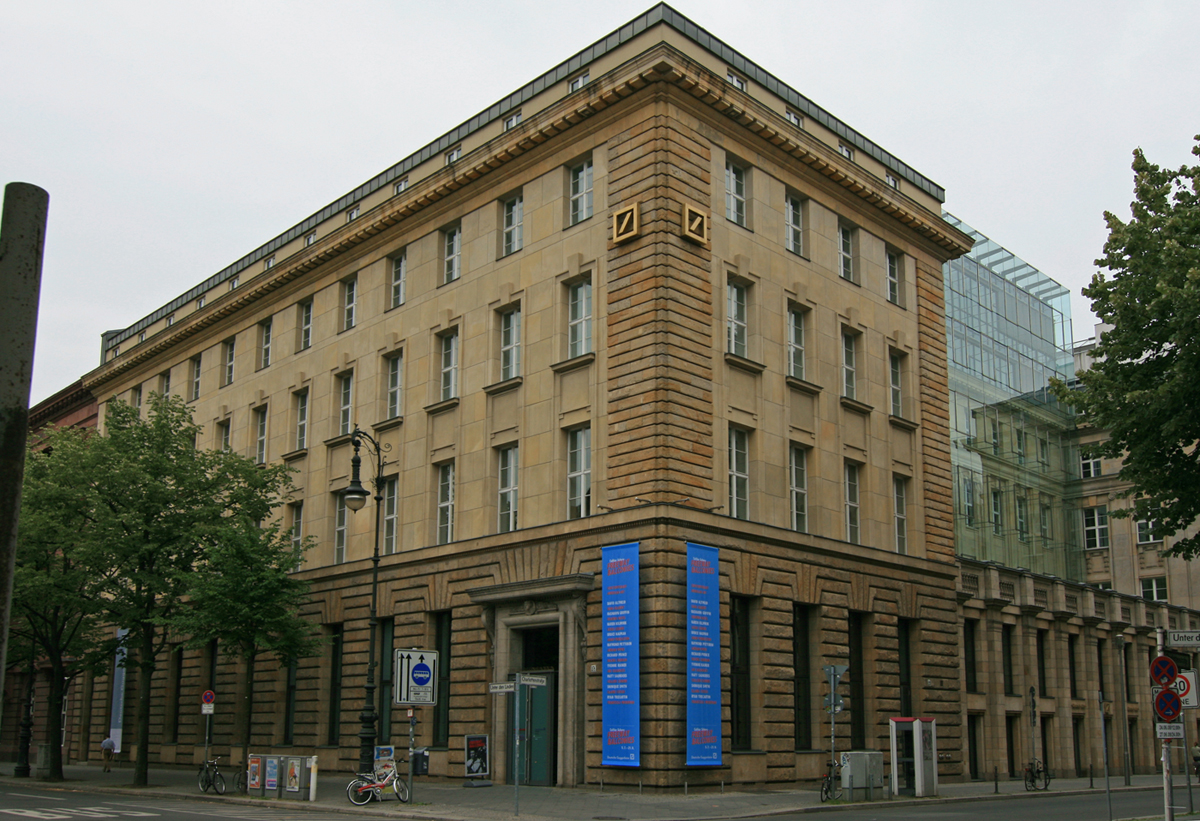
Deutsche Guggenheim, Unter den Linden/Charlottenstraße

Das Deutsche Guggenheim war eine Berliner Kunsthalle, die als Kooperation zwischen der Solomon R. Guggenheim Foundation und der Deutschen Bank von November 1997 bis Dezember 2012 betrieben wurde. Untergebracht war sie im Erdgeschoss der Hauptstadtrepräsentanz der Deutschen Bank Unter den Linden 13–15. Nach Entwürfen des amerikanischen Architekten Richard Gluckman entstand hier auf 510 Quadratmetern eine Galerie, die für temporäre Schauen genutzt wurde und vorwiegend Exponate des 20. und 21. Jahrhunderts zeigte. So gab es in der Vergangenheit unter anderem Ausstellungen über Gerhard Richter, Kasimir Malewitsch oder Jeff Koons. Im April 2013 eröffnete an diesem Standort die Deutsche Bank KunstHalle.

## Ausstellungen

### 1997
- Robert Delaunay: Pariser Visionen – Delaunays Serien

### 1998
- James Rosenquist: The Swimmer in the Econo-mist
- Von Dürer bis Rauschenberg. Eine Quintessenz der Zeichnung. Meisterwerke aus der Albertina und dem Guggenheim
- Katharina Sieverding: Arbeiten auf Pigment
- Helen Frankenthaler: Mountains and Sea und die Jahre danach 1956–1959

### 1999
- Andreas Slominski
- Georg Baselitz: Nostalgie in Istanbul
- Amazonen der Avantgarde: Exter, Gontscharowa, Popowa, Rosanowa, Stepanowa, Udalzowa
- Dan Flavin: Die Architektur des Lichts

### 2000
- Sugimoto: Portraits
- Günther Förg: Sammlung Deutsche Bank
- Lawrence Weiner: Nach alles / After all
- Jeff Koons: Easyfun – Ethereal

### 2001
- Siegel des Sultans: Osmanische Kalligrafie aus dem Sakip Sabanci Museum
- Neo Rauch: Sammlung Deutsche Bank
- Über das Erhabene: Mark Rothko, Yves Klein, James Turrell
- Rachel Whiteread: Transient Spaces

### 2002
- Bill Viola: Going Forth By Day
- Kara Walker: Sammlung Deutsche Bank
- Eduardo Chillida – Antoni Tàpies
- Gerhard Richter: Acht Grau

### 2003
- Kasimir Malewitsch: Suprematismus
- Richard Artschwager: Auf und Nieder / Kreuz und Quer. Sammlung Deutsche Bank
- Tom Sachs: Nutsy's
- Bruce Nauman: Theaters of Experience

### 2004
- Miwa Yanagi: Sammlung Deutsche Bank
- Nam June Paik: Global Groove 2004
- Robert Mapplethorpe und die Klassische Tradition: Fotografien und Manieristische Druckgrafik
- John Baldessari: Somewhere Between Almost Right and not Quite (With Orange)

### 2005
- Jackson Pollock: No Limits, Just Edges
- Fünfundzwanzig Jahre Sammlung Deutsche Bank
- Douglas Gordon's The Vanity of Allegory
- William Kentridge: Black Box / Chambre Noire

### 2006
- Hanne Darborven: Hommage à Picasso
- Art of Tomorrow: Hilla Rebay und Solomon R. Guggenheim
- Cai Guo-Qiang: Head On. Sammlung Deutsche Bank
- all in the present must be transformed: Matthew Barney und Joseph Beuys

### 2007
- Divisionismus – Neoimpressionismus: Arkadien & Anarchie
- Affinities: Neuerwerbungen Sammlung Deutsche Bank – Deutsche Guggenheim 1997–2007
- Phoebe Washburn: Regulated Fool's Milk Meadow
- Jeff Wall: Belichtung

### 2008
- True North
- Freisteller – Villa Romana Fellows Dani Gal, Julia Schmidt, Asli Sungu, Clemens von Wedemeyer
- Collier Schorr: Freeway Balconies
- Anish Kapoor: Memory

### 2009
- Picturing America. Fotorealismus der 70er Jahre
- Imi Knoebel: Ich nicht. Neue Arbeiten / Enduros. Sammlung Deutsche Bank
- Abstraktion und Einfühlung: Albers, Buthe, Palermo, Schütte – Guston, Klee, Mondrian
- Julie Mehretu: Grey Area

### 2010
- Utopia Matters
- Wangechi Mutu: My Dirty Little Heaven. Deutsche Bank presents the Artist of the Year 2010
- Being Singular Plural: Moving Images from India
- Color Fields

### 2011
- Agathe Snow: All Access World
- Yto Barrada Riffs. Deutsche Bank presents the Artist of the Year 2011
- Once Upon a Time: Fantastic Narratives in Contemporary Video. Francis Alys, Cao Fei, Pierre Huyghe, Aleksandra Mir, Janaina Tschäpe
- Paweł Althamer: Almech

### 2012
- Found in Translation
- Roman Ondák: do not walk outside this area. Deutsche Bank presents the Artist of the year 2012
- Gabriel Orozco: Asterisms
- Visions of Modernity. Impressionismus und Klassische Moderne in den Sammlungen der Solomon R. Guggenheim Foundation (bis Februar 2013)